# Ku Klux Klan
Ku Klux Klan (poznat i po akronimu KKK ili samo Klan), osnovan 24. prosinca 1865., je ekstremno desničarska, teroristička organizacija i mrzilačka skupina,  koja zagovara prevlast bijelih protestanata u SAD-u. Iako je u američkom političkom spektru svrstana u stranku ekstremne desnice, nikada nije djelovala kao stranka, već više kao organizacija za lobiranje i zaštitu interesa i predrasuda tradicionalističkih elemenata i ksenofobije kod bijelih protestanata, White Anglo-Saxon Protestant (WASP), etničko-religiozne zajednice koja je imala glavnu ulogu u naseljavanju i stvaranju države.
U 21. stoljeću, riječ je o skupu više ili manje formalnih i dobro ustrojenih organizacija, javnih ili tajnih, često međusobno sukobljenih. Premda i dalje ostaje jak simbol, u današnje vrijeme ima jake protivnike u manje anarhičnijim i revolucionarnijim organizacijama, poput grupa neonacista, ili privatnih policija samoobrane.
Ku Klux Klan sistematski zagovara prevlast "bijele rase" nad ostalim tzv. rasama: crncima (potomcima nekadašnjih robova), azijatima (kineskim i japanskim imigrantima) i Hispanosima (Meksikancima, Kubancima, Urugvajcima i Portorikancima), kao i antisemitizam, mržnju prema katolicima (ovo se osobito odnosi na imigrante iz Poljske, Italije i Irske) i homofobiju. Klan je, iznad svega, konzervativan i ksenofobičan. U velikoj mjeri, protivi se centralizmu (neprijateljski je raspoložen prema onome što smatra kao uplitanje saveznih organa u prava pojedinih država i zalaže se za izolacionizam u vanjskoj politici).
Ku Klux Klan je prvobitno nastao porazom jedanaest država Konfederacije 1861. – 1865., i okupacijom teritorija popularno nazvanog Dixieland koju su izvršile trupe Federacije; i to spontanom reakcijom najaktivnijih elemenata stanovništva na ekscese koje su izvršile strane trupe i njihovi civilni pomagači.
Klan je obnovio djelovanje, mnogo kasnije, u vrijeme Prvog svjetskog rata, ali ovog puta pod okriljem legalnog i kulturološkog udruženja, otvoren za članstvo prema svim bijelim anglosaksonskim protestantima, sa Sjevera kao i s Juga, željnim braniti fundamentalne vrijednosti američke "Bijele nacije".

## Početak
Stvaranje Ku Klux Klana prvobitno je proizašlo kao posljedica poraza država Konfederacije u ratu s unionistima sa Sjevera u Američkom građanskom ratu. U početku, bilo je to samo jedno udruženje bez političkog cilja. Kao svoj glavni cilj, imalo je da produbi veze koje su tijekom rata stvorene među vojnicima Konfederacije. Kao posljedica sveg tog, Klanovcima je bilo bitno, u početku, izraziti nezadovoljstvo u što više područja života u SAD-u. Stoga, izražavaju duboko nezadovoljstvo američkim Ustavom koji je izjednačavao građanska prava Afroamerikanaca s ostalim Amerikancima, te provode nasilne mjere protiv Afroamerikanaca u svom budućem djelovanju.
Ku Klux Klan su osnovali u noći između 24. i 25. prosinca 1865., šest mladih južnjačkih časnika u gradiću Pulaski, u Tennesseeju. Naziv "Ku Klux Klan" dolazi od grčke riječi kuklos, što znači krug. Crow je podijelio riječ na dvije i izmijenio kraj, i tako dobio ku kluks. S obzirom na to da su svi oni bili podrijetlom Škoti, Lester je predložio da dodaju riječ clan (klan) na kraju, zamenjujući latinično slovo C slovom K, kako bi izjednačili početna slova triju riječi. Ku Klux Klan je rođen.
Udruženje je u početku bilo ustrojeno kao studentsko bratstvo, što je američka tradicija koja je stigla s kontinenta, prije svega s britanskih i njemačkih sveučilišta, gdje upotreba grčkih termina predstavlja jedan vid parodije na rituale masonskih loža čiji su članovi možda bili i sami osnivači. Tumačenje trostrukog K, koje su točnije iznijeli visoki dostojanstvenici Klana, članovi visokog ranga škotske masonerije, označava termin Kadoš (osvetnik u masonskoj mitologiji) pomnožen svetim brojem tri. 
Bio je smišljen cjelokupan folklor; članovi su nosili bijele kapuljače na glavi i široke odore na tijelu, čak su i njihovi konji bili obučeni na isti način. Njihovi prvi "konjanici" imali su u cilj masovno teroriziranje crnaca. Pošlo im je za rukom da crnce, lišene obrazovanja i vrlo praznovjerne, uvjere da su to, zapravo, duhovi vojnika Konfederacije palih u borbi koji su došli da se osvete.
Vrlo brzo, ovo malo društvo spontano je počelo okupljati pristalice sa svih okupiranih teritorija, a najaktivniji Južnjaci su se dosjetili da, uz podršku ili blagonaklon odnos lokalnog stanovništva izmorenog nasiljem Sjevernjaka i njihovih pomagača, koriste političare i provjerene tvorce afera za organiziranje otpora federalnoj okupaciji, u zemlji uništenoj građanskim ratom.
Fizički napadi bili su usmjereni protiv crnaca koji su se željeli školovati i posebno protiv njihovih učitelja bijelaca, najčešće radikalnih idealista pridošlih sa Sjevera. Discipliniranje i dovođenje u red crnaca, emancipiranih i često nahuškanih na suradnju sa Sjevernjacima ili čak na osvetu svojim bivšim robovlasnicima, postao je jedan od prioriteta organizacije. Obrazovanje crnaca članovi KKK-a su vidjeli kao opasnost usmjerenu protiv Južnjaka koja je vodila stvaranju jedne nove elite sposobne se uhvatiti u koštac s njima, iako su bijelci još uvijek činili većinu, izuzev na teritorijama bivših velikih plantaža.
Metode Ku Klux Klana kretale su se od jednostavnog zastrašivanja, koje je najčešće bilo dovoljno, do spektakularnih pogubljenja, koje su služile za primjer ostalima i koje su najčešće prolazile nekažnjeno iz straha od osvete nad tužiteljima ili njihovim obiteljima.

## Prvi Ku Klux Klan
Malo pomalo, Ku Klux Klan postaje značajan i počinje se organizirati uz manje ili više otvorenu pomoć istaknutih građana ili militarista bivše južnjačke Konfederacije.
Upravo tako je mladi i energični bivši general Konfederacije Nathan Bedford Forrest izabran za šefa i organizatora 1867. g. Forrest je preuzeo kontrolu nad organizacijom i proglasio Ustav, koji je zacrtao ciljeve i djelovanje Ku Klux Klana. Ovim se Klan definira kao viteška, humanitarna, milosrdna i patriotska institucija sa "svetim ciljem" očuvanja nadmoći bijele rase u ovoj republici. Stvoreno je vrhovno tijelo, na čelu s prvim "Velikim čarobnjakom Ku Klux Klana". Ova uloga je pripala 1867. samom Forrestu koji je htio da od KKK-a stvori utjecajnu političku silu.
Forrest vrlo vješto koristi pobjedu Unije i sve loše što je iz toga proisteklo: povratak bivših država Konfederacije 1865. u sastav Unije, ukidanje ropstva i posljedično uništenje ruralne ekonomije Juga, jačanje industrijske politike Sjevera. Principi Klana su nespojivi s novim zakonima koji izjednačuje prava bijelaca i crnaca. Ali radi se o pritisku na savezne organe da omoguće stanovnicima Juga povrat kontrole nad svojom zemljom. Nastavit će se s nelegalnim akcijama, terorističkim činovima, ali i s ostvarljivim ciljevima: najprije fizička likvidacija i zastrašivanje kolaboracionista, likvidacija doušnika izbjegavajući pritom otvoreni sukob s federalnim snagama, koje nisu kadre da sprovedu jednu učinkovitu akciju na tako prostranom teritoriju naseljenoj ako ne građanima sudionicima, a onda bar simpatizerima, ili pak zauzimanje institucija uz podršku mase.
Forrest će, prema tome, učiniti sve kako bi Ku Klux Klan ostvario snažan utjecaj na izborima. To će postići koristeći se svim sredstvima; zastrašivanjem, ucjenjivanjem i podmićivanjem kako bi nametnuo svoje kandidate demokratskoj stranci, da bi, nakon toga njenom pobjedom na izborima, koji su postali neizbježni radi ponovnog uspostavljanja institucija u južnjačkim državama, stavio točku na okupaciju koju su uspostavili Sjevernjaci. Smatrano je da su glasovi bijelaca već unaprijed osigurani, treba samo navesti crnce, koji su, uostalom, manjina u skoro svim državama u kojima se glasa, da ne izađu na izbore.
Iz tog razloga, Forrest će proputovati zemlju uzduž i poprijeko kako bi držao govore. Svako njegovo pojavljivanje bit će praćeno nasiljem nad crncima. Članovi Ku Klux Klana pale križeve ispred kuća crnaca, vrše provale u njihove kuće kako bi ih bičevali ili ih čak ubijali vješanjem na drveća. Neke trudne žene su čak rasporene, a muškarci kastrirani. Nasilje članova Ku Klux Klana ne poznaje granice.
Malo pomalo, njihove akcije donose rezultate i pojedini crnci daju svoje glasove listama koje je podržavao Ku Klux Klan.
Bijelci, republikanci, radikali i abolicionisti, koji školuju crnce ili dolaze s njima u dodir su također na meti Ku Klux Klana. KKK se bori da crnci ostanu na dnu društvene ljestvice, i sve osobe koje im pomažu smatraju se de facto neprihvatljive za Ku Klux Klan.
Shvativši da će ubrzo uslijediti službena, premda zakašnjela, reakcija Washingtona, Forrest raspušta Klan 1869.
Nakon ubojstva republikanskog senatora Johna Stevenesa u prepunoj sudnici 18. ožujka 1870., i rastućeg nasilja pripadnika Klana, savezna vlada biva primorana službeno reagirati. Tako je 20. travnja 1871., Zakon o Klanu (The Klan Act) izglasan u Kongresu. Odobrena su velika sredstva, tadašnji predsjednik Sjedinjenih Država, bivši general Unije Ulysses Simpson Grant, inicijator Zakona o Klanu, proglašava zakon koji odobrava upotrebu vojne sile u 9 okruga Južne Karoline. Nekoliko tisuća članova Ku Klux Klana su uhićeni. Većina je oslobođena, u nedostatku dokaza. Bez obzira na to, Ku Klux Klan kao organizacija je ubrzo prestao postojati. 
Dobrim dijelom je ostvario svoje ciljeve i nije više ni bilo potrebe da i dalje postoji kao formalna organizacija, većina institucija bivših država Konfederacije prepuštena je u ruke bijelaca Južnjaka a princip rasne segregacije nametnuo se, jer su države Sjevera bile protiv velikog preljeva nekadašnjih robova koji su razočarani i nezaposleni krenuli prema velikim industrijskim centrima. 
Druge organizacije kao što su White League ili Shot Gun osnovali su bivši pripadnici Klana. One su nastavile da vode kampanje kamenovanja i terora, ali nikad nisu povratile značaj i utjecaj nekadašnjeg Ku Klux Klana.

## Drugi Ku Klux Klan
Knjiga The Clansman (Čovjek iz klana) Thomasa Dixona koja je izašla 1906., ali pogotovo njena filmska adaptacija The Birth of a Nation (Rođenje nacije) iz 1915., obilježila je ponovno rađanje Ku Klux Klana. To je uglavnom zasluga Williama J. Simmonsa. Iskoristio je popularnost filma, odnosno jednog dijela filma, koji govori o Klanu i Južnjacima da bi ujedinio nekoliko osoba i ponovo osnovao Klan. Službeno je objavio ponovno rađanje Klana na vrhu Stone Mountaina, u saveznoj državi Georgiji.
U to vrijeme oni zauzimaju mjesto u Prvom svjetskom ratu pod vodstvom progresističkog predsjednika, ali ujedno i Južnjaka i bivšeg gerilca koji vidi pravo naroda na samoopredjeljenje u međunarodnom javnom pravu (teorija koja opravdava secesiju i tako osuđuje, pomalo paradoksalno, Abrahama Lincolna i čini nevažećom odluku Vrhovnog suda o vječnoj Uniji); bijeli Amerikanci iz svih država, po prvi put, imaju dojam da uistinu sudjeluju u stvaranju nacije okrenute izvornim vrijednostima koje su postavili osnivači nacije: samoopredjeljenju, slobodi privređivanja, individualizmu i bespogovornom poštovanju tuđeg vlasništva.
Drugi Ku Klux Klan bit će dakle podosta drugačiji od prvog, iako se i on, isto tako, bori za "nadmoćnost bijele rase". Ovaj drugi Klan neće biti toliko osporavan, on sada dodaje svojoj problematici i odbacivanje nove imigracije koja nije protestantska i koja ne potiče iz Sjeverne Europe, i očuvanje onih vrijednosti za koje misli da ih utjelovljuju oci osnivači nacije. Novi Ku Klux Klan nije više samo organizacija proizašla iz poraza Južnjaka, sada je potpuno legalna, otvorena za sve bijele Amerikance, protestante i konzervativce, teži da prebrode stare regionalne podjele, i da okupi sve "autentične" Amerikance koje zabrinjavaju nepovoljan utjecaj koji dolaze kako izvana tako i iznutra (komunizam, sindikalizam, socijalizam, feminizam, ateizam, katolicizam, organizirani kriminal, novi moral itd.).
Pod prikrivenim patronatom predsjednika Wilsona, kasnije i njegovih nasljednika, pokret se za svega nekoliko godina značajno proširio i nije se više bavio samo starim Jugom. Isticao je bratstvo zajednice, a pripadnost pokretu tumačena je kao odraz patriotizma.
Dvadesetih godina prošlog stoljeća broj članova Ku Klux Klana procijenjen je na više od četiri milijuna. Vrlo brzo, postao je utjecajan politički čimbenik na koji su političari morali računati. Službeno sjedište drugog Ku Klux Klana bilo je u Washingtonu, čak je i nekoliko veličanstvenih parada bilo priređeno u njegovu čast.
1924. jedanaest guvernera, brojni senatori među kojima i budući predsjednik Harry Truman, kao i mnogi suci Vrhovnog suda, bili su članovi ili pristaše Klana. predsjednik Coolidge je vjerojatno bio član, a predsjednik Harding je, prema legendi, proglašen članom baš u Bijeloj kući.
Ali Ku Klux Klan je ubrzo postao žrtva vlastitog uspjeha. Želja osnivača da od Klana stvore jedno veliko bratstvo zajednice bez prisustva tradicionalnih elita vodila je, a sve to iz razloga velikog novčanog priloga od članarina, prema djelovanju svakojakih individualaca i nasilnih i korumpiranih avanturista, koji ni izbliza nisu odgovarali romantičnom i patriotskom idealu "Bijelog viteza" Ku Klux Klana.
Ti članovi su nastavili proganjati crnce, imigrante, Židove i sve one koji su s njima dolazili u dodir ili su im pomagali. Nekima su usijanim željezom utisnuta tri slova Ku Klux Klana, drugi su umazani vrelim katranom a zatim pokriveni kokošjim perjem, a kampanja kamenovanja na granama drveća se nastavila. Ovi nasilni činovi vodili su do gubitka podrške pojedinih odgovornih političara. Louisiana je čak izglasala zakon kojim se zabranjuje pokrivanje lica na otvorenom, na nekim skupovima, kao što su bile priredbe Ku Klux Klana. Druge države su pošle stopama Louisiane. I sam predsjednik Harding se obavezao da će oštro kazniti i spriječiti kamenovanja, i dozvoliti FBI-u da intervenira u slučajevima očevidne zloupotrebe vlasti.
Da stvar bude gora, nekoliko kriminalnih slučajeva otkrio je korupciju nalogodavaca, što malih što velikih, koji su se na svom teritoriju ponašali kao mafija. Svi ovi činovi, kao i velika ekonomska kriza iz 1929. oslabili su organizaciju koja je sada kontrolirala samo neke od potrebnog broja glasova neophodnih za demokratsku investituru. Pojavila se i glasina prema kojoj su Franklin Roosevelt i njegove pristalice trebalo da uplate veliku svotu novca dr. Hiramu Evansu, imperatoru Klana, potrebnu za njegov ponovni izbor 1936. g. Iste godine, Zastupnički dom Sjedinjenih Država osnovao je odbor za ispitivanje antiameričkog djelovanja, koja je za cilj imao borbu protiv Ku Klux Klana.
Razmimoilaženja u srcu Klana izbijaju uoči početka rata. Uspon nacizma u Njemačkoj pridobiva simpatiju nekih članova. Čak su uspostavljene i neke veze, ali sve pada u vodu poslije napada japanske avijacije na Pearl Harbor 1941. godine. Mnogobrojni članovi Klana sudjeluju u ratu protiv Japana. Nacistička Njemačka, saveznik Japana, označena je kao neprijatelj, prekidaju se veze koje su protkali pojedini članovi Klana.
Izbor Harryja Trumana, nekadašnjeg simpatizera Klana, za Rooseveltovog potpredsjednika 1944., protumačen je kao podilaženje glasačima s Juga. Iako konzervativni demokrat, Truman je oduvijek bio jedan od najčvršćih oslonaca Rooseveltove socijalne politike zato što je dolazio iz Missourija, teško zahvaćenog ekonomskom krizom. 
Drugi Ku Klux Klan službeno je nestao 1944. Te godine, Služba direktnih doprinosa potražuje od Klana 685.000 dolara duga koji je poticao još od 1920. g. Ku Klux Klan nije mogao isplatiti taj dug, te je otišao u stečaj.

## Manje grupe
Poslije Drugog svjetskog rata, mnogi će pokušati po treći put obnoviti rad Ku Klux Klana, ali im to neće poći za rukom. Dolazit će, katkad, do obnavljanja aktivnosti pojedinih manjih grupa, u vrijeme takvih događaja kao što su zakon protiv segregacije iz 50-ih i 60-ih godina. Neke grupe će se čak okušati i u borbi protiv komunizma, ali na tom području nije ništa učinjeno; Ku Klux Klan u svojoj nekadašnjoj formi više ne postoji. 1978. imao je otprilike 10.000 članova, ali od tada do danas brojčano stanje je u drastičnom opadanju.
Ku Klux Klan je, isto tako, povezan i s drugim pokretima ekstremne desnice u Americi, kao što su Aryan Nations, WASP, The Order, ili Posse Comitatus.
Ku Klux Klan još postoji u vidu brojnih, i danas aktivnih, organizacija u SAD, podijeljenih po raznim saveznim državama gdje pružaju otpor različitim doktrinama, neke od njih imaju samo desetak članova dok druge predstavljaju prave organizacije. 
Devedesetih godina prošlog stoljeća, broj članova jedne grupe koja se oslanjala na Ku Klux Klan procijenjen je na 3000, ali nacionalni izvještaj Društva za borbu protiv klevetanja, koji je izašao iz tiska u veljači 2007., iznosi ocjenu da se taj broj povećao poslije 2000. godine. Trenutno se računa da se njihov broj kreće od 5000 do 8000 pripadnika, razvrstanih u 179 zajednica, koji surađuju s drugim pokretima skinheadsa u militantnim akcijama (organiziranje okupljanja, distribucije letaka i rasističkih ideja).
Najznačajnije grupe su :
- Zaljevski vitezovi Ku Klux Klana (Bayou Knights of the Ku Klux Klan), koji djeluju u Teksasu, Oklahomi, Louisiani i u drugim južnim predjelima SAD-a.
- Crkva američkih vitezova Ku Klux Klana
- Imperijalni Klanovi Amerike (Imperial Klans of America)
- Vitezovi bijele Kamelije (Knights of the White Kamelia)
- Vitezovi Ku Klux Klana (Knights of the Ku Klux Klan), pod vodstvom nacionalnog direktora pastora Toma Roba, sa sjedištem u Zincu, u Arkansasu. Smatra se da je to danas najveća organizacija koja nosi ime Ku Klux Klana u Americi. Sami sebe doživljavaju kao "šestu zonu Klana" nastavljajući biti rasistička grupa.

## Pokušaj društveno-povijesne analize
Premda se nacionalna organizacija dobrovoljno razdvojila, potpuno diskreditirana nakon rata, možda i po nagovoru samog predsjednika Trumana koji se, iako je dijelio njene ideje, brzo ogradio od organizacije čije ilegalne i neumjesne akcije nije odobravao, pogotovo poslije nacističkih ispada, temelji strukture i danas opstaju i njima se pripisuje otpor pokretu za građanska prava 60-ih godina prošlog stoljeća.
Pravi Klan nije fašistička ili nacistička organizacija, iako može održavati veze s grupama koje zastupaju takve doktrine; socijalizirajuće, centralističke i autokratske težnje takvih pokreta su čak u suprotnosti s njegovim principima. Nasuprot tome, blizak je ideološki raznih vojnih udruženja, grupa koje se bore protiv federalnog uređenja, plaćanja poreza, i raznim drugim zavjereničkim grupama.
Ku Klux Klan, uostalom, nije stranka, već više neka vrsta "sindikata" sastavljenih od mnoštva zasebnih zajednica, skoro potpuno nezavisnih jedne od drugih još od vremena napada FBI-a 1960. – 1970., koji ga je i otjerao u diskreciju, ograđivanje, na "službeni" odlazak na spavanje, pod skute malih i neformalnih struktura s ograničenom mogućnošću primanja novih članova, jednom riječju, u neku vrstu povratka na staro i rad u ilegali; službene strukture i deklarirani članovi nisu bili ništa drugo do njegov "bučan" paravan.
Klan, međutim, čini temelj rasističke i provincijalne američke desnice, njegovi korijeni, u neku ruku, sežu u srce duše te zemlje, njene povijesti i njenog društva. Danas je to više jedna tradicija, legenda ili kulturna referenca prije nego stvarna organizacija. Upravo iz tog razloga, protiv njega se ne može voditi borba institucionalnim putem nego samo površinski, jer je uvijek spreman ponovo isplivati na površinu s novim ljudima, ako razlozi koji su doveli do njegove pojave u prošlosti i dalje postoje i ako se stvore povoljne okolnosti za povratak.
Klan je konzervativan i rasistički. Ne zalaže se za revoluciju, već za povratak na zakonski okvira iz 50-ih godina zasnovanih na segregaciji, jer su po cijenu te segregacije južnjaci prihvatili vlastiti poraz, ukidanje ropstva i gubitak ekonomskog utjecaja u korist Sjevera.

Njegov program može se sažeto iznijeti u rečenici generala Forresta: 

## Simboli Klana
Najčešći simbol prvog Klana bio je križ u plamenu. Članovi drugog Klana su isticali državnu zastavu SAD-a te se oblačili u bijele halje s kapuljačama, kao i članovi prvog Klana. Današnji pristaše Ku Klux Klana podjednako koriste državnu zastavu SAD-a kao i zastavu nekadašnje južnjačke Konfederacije želeći time naglasiti jedinstvo sjevernih i južnih država SAD-a. Najrašireniji simbol današnjeg Klana je stilizirani križ na crvenoj pozadini, s krvavom mrljom u sredini, koja predstavlja "prolivenu krv bijelaca". Neke grupe koriste i simbole inspirirane nacističkom zastavom. 

## Vanjske poveznice
- Ku Klux Klan: A Secret History, a TV documentary on the KKK.
- The History of the Original Ku Klux Klan  Arhivirana inačica izvorne stranice od 27. rujna 2007. (Wayback Machine) — by an anonymous author sympathetic to the original Klan.
- Spartacus Education about the KKK  Arhivirana inačica izvorne stranice od 14. srpnja 2005. (Wayback Machine)
- MIPT Terrorist Knowledge Base for the KKK
- In 1999, South Carolina town defines the KKK as terrorist  Arhivirana inačica izvorne stranice od 9. prosinca 2012. (Wayback Machine)
- A long interview  Arhivirana inačica izvorne stranice od 10. prosinca 2006. (Wayback Machine) with Stanley F. Horn, author of Invisible Empire: The Story of the Ku Klux Klan, 1866–1871.
- Full text of the Klan Act of 1871 (simplified version)
- The Project Gutenberg EBook of Ku Klux Klan, by J. C. Lester and D. L. Wilson and Walter L. Fleming
- Ku Klux Klan in the Reconstruction Era  Arhivirana inačica izvorne stranice od 19. rujna 2008. (Wayback Machine) (New Georgia Encyclopedia)
- Ku Klux Klan in the Twentieth Century  Arhivirana inačica izvorne stranice od 25. listopada 2005. (Wayback Machine) (New Georgia Encyclopedia)
- The Protestant "Kluxing" of Cañyon City, Colorado  Arhivirana inačica izvorne stranice od 16. srpnja 2006. (Wayback Machine) — (Cañyon City Public Library)